# У Бангуо
У Бангуо (традиционен китайски правопис: 吳邦國; опростен китайски правопис: 吴邦国; пинин Wú Bāngguó) е китайски политик.

## Биография
У Бангуо е роден през 1941 година. По образование е инженер.
През 2003 година поема длъжността председател на Постоянния комитет на Общокитайското събрание на народните представители. Тя е смятана за трета по ранг във властовата структура на Народна република Китай, а самият Бангуо е втората най-важна политическа фигура в страната след Ху Дзинтао. По време на мандата на Джу Жундзи като министър-председател на Държавния съвет на КНР (1999 – 2003), Бангуо е негов заместник. Неговите нестабилни отношения с Дзинтао обаче намаляват значително възможността той да го наследи на премиерския пост.
Бангуо е роден през 1941 година в провинция Анхуей. Става член на Китайската комунистическа партия (ККП) през 1964 година. Дипломира се като инженер, след като завършва радиоелектроника в университета „Цинхуа“ през 1967 година. През същата година започва работа като техник във фабрика за производство на електронно-лъчеви тръби в Шанхай. Назначен е през 1978 година за заместник-управител на шанхайско предприятие, произвеждащо електронни елементи.
В периода 1983 – 1985 година става член на Постоянния комитет към Шанхайския общински комитет на ККП. От 1985 до 1991 година е заместник-секретар на Шанхайския общински комитет на ККП, а от 1991 до 1992 година работи като негов секретар. От 1995 година е вицепремиер на Държавния съвет, а през 2003 година става премиер.
В периода 28-31 май 2004 година Бангуо е на официално посещение в България, след като е поканен от председателя на 39-ото народното събрание Огнян Герджиков.